# Melbourne Ballpark
El Parque de pelota Melbourne (en inglés: Melbourne Ballpark) es un estadio de béisbol y Sóftbol en Victoria, Australia. Fue inaugurado en enero de 1990, a un costo de 3,9 millones de dólares australianos; unos 2 millones de dólares fueron aportados por el Gobierno del Estado de Victoria y los restantes 1,8 millones aportados por el Gobierno Federal de Australia y fue construido por CK Designwork Architects. 
El estadio tiene una capacidad para 3900 espectadores; en los últimos años se han realizado diversos cambios que han afectado ese número.